# Sächsisches Staatsministerium für Umwelt und Landwirtschaft
Das Sächsische Staatsministerium für Umwelt und Landwirtschaft (SMUL) ist als Umwelt- und Landwirtschaftsministerium eine Oberste Landesbehörde des Freistaates Sachsen mit Sitz in der Landeshauptstadt Dresden. Staatsminister ist Georg-Ludwig von Breitenbuch (CDU), Staatssekretär ist Ulrich Menke.

## Geschichte
Das Ministerium wurde 1998 als Sächsisches Staatsministerium für Umwelt und Landwirtschaft (SMUL) aus dem Staatsministerium für Landwirtschaft, Ernährung und Forsten und dem Staatsministerium für Umwelt und Landesentwicklung gebildet. Die Landesentwicklung war dann dem Sächsischen Staatsministerium des Innern (SMI) und ist seit 2019 unter dem Namen Regionalentwicklung dem gleichnamigen Ministerium unter Leitung des bisherigen Umwelt- und Landwirtschaftsministers zugeordnet. 
Seinen heutigen Namen besitzt das Ministerium seit 2019.

## Organisationsstruktur
Das Ministerium gliedert sich in eine Hausleitung sowie in fünf Abteilungen:
- Abteilung 1 – Verwaltung und Recht
- Abteilung 2 – Grundsatzfragen, EU-Förderung, Markt
- Abteilung 3 – Land- und Forstwirtschaft
- Abteilung 4 – Wasser, Boden, Wertstoffe
- Abteilung 5 – Natur-, Immissions- und Strahlenschutz

### Nachgeordneter Geschäftsbereich
Zu den nachgeordneten Behörden gehören: Landesamt für Umwelt, Landwirtschaft und Geologie, die Staatsbetriebe Sachsenforst, Sächsische Gestütsverwaltung, Staatliche Betriebsgesellschaft für Umwelt und Landwirtschaft (BfUL) und die Landestalsperrenverwaltung (LTV). Zu den weiteren nachgeordneten Einrichtungen gehören die Sächsische Landesstiftung Natur und Umwelt (LaNU) und im Schloss Reinhardtsgrimma die Staatliche Fortbildungsstätte Reinhardtsgrimma.

## Aufgaben des Ministeriums
Das Staatsministerium befasst sich mit Umweltpolitik und Belangen des Umweltschutzes. Es ist außerdem für die ländliche Entwicklung und für die Landwirtschaft zuständig. Der Immissionsschutz einschließlich des Strahlenschutzes fällt in seine Zuständigkeit.